# Lüttgen-Bochow
Lüttgen-Bochow ist eine wüste Feldmark auf der Gemarkung der Stadt Jüterbog im Landkreis Teltow-Fläming in Brandenburg.

## Geografische Lage
Die Feldmark liegt südlich des Stadtzentrums und dort zwischen dem Gut Waldau und der Bochower Brücke über die Nuthe am westlichen Ufer des Flusses. Im Jahr 1721 grenzte sie im Norden an die Radeländischen und Dämmischen, im Osten an die Rohrbeckschen Äcker und im Westen und Süden an das Bochowische Fließ an. Dieses Fließ ist im Jahr 2023 nicht mehr vorhanden. Westlich der Feldmark befindet sich der Jüterboger Wohnplatz Damm.

## Geschichte

### 14. bis 17. Jahrhundert
Die Feldmark erschien erstmals im Jahr 1368 als Bochow parua, in parua Bochow mit einer Größe von elf Hufen und war zu dieser Zeit vermutlich schon wüst gefallen, obwohl im Jahr 1386 von einem Dorf (villa) berichtet wurde. Mit der Bezeichnung parua für klein sollte die Feldmark von der Gemeinde Bochow unterschieden werden. Die Schreibweise änderte sich in zu lutken bochow vor Juterbogk im Jahr 1446. Lüttgen-Bochow gehörte vor 1368 bis 1386 den Herren von der Dahme, die sie jedoch weiterverlehnt hatten. Im Jahr 1386 übernahm das Amt Jüterbog die Fläche. Die Hebungen aus einer Hufe fielen vor 1368 bis nah 1386 an die Familie Bochow. Sie betrugen im Jahr 1386 insgesamt je 8 Scheffel Roggen, Gerste und Hafer sowie Geld und fielen, wie auch alle weiteren aufgeführten Anteile danach an den Landesherren bzw. das Amt. Die Hebungen aus zwei Hufen gingen vor 1386 an die Familie Wittram, die im Jahr 1386 je 8 Scheffel Roggen, Hafer, Gerste sowie Geld erhielten. Die Hebungen aus zwei Hufen, die Geld gaben, gingen vor 1383 an die Familie Rode. Die Hebungen aus zwei Hufen (1383) gingen vor 1383 bis nach 1453 an den Bürger Jacob Schütze(Schütte) aus Jüterbog. Die Einnahmen beliefen sich im Jahr 1453 auf 8 Scheffel Roggen, 8 Scheffel Gerste und 8 Scheffel Hafer aus einer Hufe und waren im Pfandbesitz des Altaristen des Marienaltars zu Jüterbog. Die Hebungen aus zwei Hufen lagen vor 1445 bis 1469 bei der Witwe Seehausen. Sie erhielt 1468 insgesamt je 16 Scheffel Roggen, Gerste, Hafer und Geld. Ihr Anteil wurde anschließend geteilt. Die Hälfte der Hebungen erhielt von 1469 bis nach 1478 die Familie Moller (auch Molner, Müller), ein Diener des Kanzlers Becker, während die andere Hälfte von 1469 bis 1479 in einen weiteren Familienzweig der Familie Moller fiel. Offenbar handelte es sich dabei aber nur um eine Anwartschaft, denn der Anteil war als Leibgedinge noch der Witwe Seehausen zugeschrieben. Er kam von 1479 bis 1516 in den Besitz des Schreibers Ludwig und von 1516 bis 1611 in den Besitz der Familie Jungermann. Dieser Anteil wurde anschließend erneut geteilt: Die Hebungen aus einer Hufe (8 Scheffel Hafer, 1611) hielt von 1611 bis 1656 die Familie von Hagen. Der zweite Anteil befand sich ab 1611 für zwei Jahre im Besitz der Familie Jungermann und gelangte anschließend 1613 in den unmittelbaren Besitz des Administrators. Von dort kam der in den Jahren 1615 bis 1654 zur Familie von Löben, von 1654 bis 1769 an den kurfürstlich-brandenburgischen Hof- und Konsistorialrat Reinhart und seine Erben und anschließend von 1770 bis nach 1815 zur Familie Balzer aus Jüterbog. Die eine Hufe erbrachte im Jahr 1615 einen Ertrag von 8 Scheffel Roggen, 8 Scheffel Gerste und Geld. Die Hebungen aus einer Hufe waren vor 1446 bis 1478 im Besitz der Familie Torgau aus Zossen. Sie erhielten im Jahr 1446 insgesamt je 8 Scheffel Roggen, Gerste, Hafer und Geld. Von vor 1478 bis 1504 war der Anteil im Besitz der Familie Kamentz, dabei bis 1478 als Afterlehen von den von Torgau und gelangte 1504 in den Besitz des Bürgers Schütze aus Jüterbog, dessen Familie ihn bis 1744 hielt. Die Hebungen aus einer Hufe waren im Besitz der Familie Molner und kamen vor 1453 zum Bürger Niewendorf aus Jüterbog. Er erhielt im Jahr 1453 insgesamt je 8 Scheffel Roggen, Gerste und Hafer. Die Hebungen aus zwei Hufen lagen vor(?) 1466 bis nach 1493 beim Bürger Gotz aus Jüterbog und kamen bis 1511 zu den Brüdern Glaser. Jede Hufe gab 1466 je 8 Scheffel Roggen, 8 Scheffel Hafer und 8 Scheffel Gerste. Dieser Anteil wurde geteilt: Die Hälfte der Hebungen waren von 1511 bis 1602 im Besitz der Familie Schliebener, von 1602 bis 1665 im Besitz des Ratsmeisters Schulze aus Halle und anschließend von 1665 bis 1673 im Besitz des kurfürstlich-brandenburgischen Hof- und Konsistorialrats Reinhardt. Von dort kamen sie von 1673 bis 1698 an Frau von Kratz, eine geborene Reinhart, die ihn 1698 an die Familie Teupitz und dessen Töchter weitergab, die ihn bis 1819 hielten. Diese waren mit dem Akzisekommissar Exß aus Leipzig und dem Postmeister Rietz in Baruth verheiratet. Von 1819 bis 1839 hielt die Familie Heffter und der Ratman Flemming aus Jüterbog den Anteil; bei letzterem übernahmen ab 1821 dessen Töchter sowie der Kaufmann Fähndrich den Besitz. Im Laufe der Jahrhunderte war der Anteil 1664 in ein Allod umgewandelt worden, wurde 1839 erneut geteilt und frei vererbt. Den zweiten Anteil bekam 1511 die Familie Glaser, die ihn 1524 an den Bürger Gadegast weitergaben. Von dort kam er in der Zeit von 1555 bis 1597 zum Geleitsmann Erfurt aus Jüterbog und dessen Erben, anschließend von 1597 bis 1641 an den Richter Moritz und dessen Erben, die ihn 1641 an den Rittmeister Junack und dessen Erben weitergaben. Sie verkauften ihn 1708 an die Familie Wollersheim; von dort kam er im Jahr 1742 bis nach 1759 zur Familie Flemming. Die Hebungen aus einer Hufe lagen vor(?) 1446 bis 1516 beim Bürger Laurentz und kamen im genannten Jahr an die von Thümen, die ihn bis 1583 hielten. Anschließend waren die von Seelen von 1583 bis nach 1664 im Besitz der Hebungen. Sie ergaben im Jahr 1466 einen Ertrag in Höhe von je 8 Scheffel Roggen, Hafer, Gerste und Geld. Eine Hufe war vor 1480 bis 1553 im Besitz des Klosters Zinna und kam nach der Reformation bis nach 1642 zum Amt Zinna. Die Hufe wurde 1480 von einem Jüterboger Bürger bewirtschaftet. Der zwölfte und letzte Anteil, die Hebungen aus einer Hufe, waren von 1514 bis 1521 im Besitz der Familie Schliebener. Anschließend übernahmen für drei Jahre die Familie von Glaser den Besitz, ab 1524 der Bürger Gadegast aus Jüterbog. Bis 1555 war der Sekretär Harländer im Besitz der Hebungen, von 1555 bis 1568 die von Klitzing sowie von 1568 bis nach 1632 die Familie Uder. In den Jahren 1653 bis 1672 war der Ratsmeister Hahn sowie dessen Sohn im Besitz der Hebungen, von 1672 für drei Jahre die Familie Birnbaum. Anschließend übernahmen von 1672 bis 1682 die Familie Junack den Anteil, von 1684 bis nach 1759 die Familie Flemming. Sie besaßen seit 1754 jedoch nur noch einen Teil, während ein anderer Anteil von 1754 bis nach 1797 der Familie Kniesche gehörte. Die Einnahmen betrugen im Jahr 1514 eine Wispel Roggen.
Im Jahr 1562 gaben elf Einwohner und Bürger aus der Vorstadt Damm sowie der Stadt Jüterbog dem Küster in Bochow von den Hufen auf der Feldmark 5½ Scheffel 2 Viertel Korn. Im Jahr 1568 erschien lediglich eine wüste Feldmark vor Jüterbog in den Akten. Im Jahr 1654 wurden die mittlerweile zwölf Hufen in zwei Felder geteilt; 1660 wurde nur von 12 Hufen berichtet. Im Folgejahr wurden die Flächen von Damm aus bewirtschaftet: vier Ackersleute besaßen zwei Hufen, zwei je eine Hufe, eine Person ½ Hufe; in Summe 4 ½ Hufen. Die Hüfnerschaft aus Lüttgen Bochow erschien im Jahr 1670 in einer Akte in Jüterbog.

### 18. Jahrhundert
Im Jahr 1704 wurden von Damm aus zusammen sechs Hufen bewirtschaftet: ein Gut nutzte 2 ½ Hufen, zwei Güter je eine Hufe, ein Gut ½ Hufe und zwei Kossäten je ½ Hufe. Die Die Lüttichen Bochoisch Marck war im Jahr 1721 insgesamt 12 Hufen groß und bestand aus etlichen kleinen Stücken Acker und Wiesenwachs, die als Seelichen und Wehrden bezeichnet wurden. Ein Landwirt aus Damm bewirtschaftete 2 ½ Hufen, ein weiterer eine Hufe sowie fünf Landwirte je ½ Hufe. Aus Damm besaßen je zwei Einwohner ½ Wehrde auf dem Seelichen; ein anderer Einwohner aus Damm besaß eine Wiese, ein anderer zwei Stücke Acker und eine Wiese, auf denen er 3 Scheffel Aussaat ausbrachte und 1 ½ Fuder Heu erntete. Ein Landwirt am Neumarkt besaß ½ Acker und eine Wiese, ein anderer 1 Stück Acker und eine Wiese, auf denen er 1 ¼ Scheffel Aussaat ausbrachte. Ein Bürger aus Jüterbog besaß 1 ½ Hufe, zwei weitere besaßen je eine Hufe sowie fünf Personen je ½ Hufe. Elf Personen brachten auf je einer Wehrde ein Scheffel Aussaat aus.

### 19. Jahrhundert
Der Ertrag der Fläche wurde im Jahr 1800 mit 55 Scheffel Roggen, 29 Scheffel 4 Metzen Gerste und 59 Scheffel Hafer angegeben. Ab 1817 übernahm das Amt Zinna die Feldmark. Um die Angelegenheiten der Feldmark kümmerte sich ab 1838 ein Hufenrichter. Zum Ende des 19. Jahrhunderts kam die wüste Feldmark im Jahr 1878 zum Gemeindebezirk Damm, ging dort auf und wurde nicht wieder besiedelt. Sie wurde im Jahr 1916 als
Lüttgenbochow bezeichnet.